# Ed Dueim
Ed Dueim ( anche ad-Duwaym, الدويم ) è una grande città, fra le più popolose situate sulle sponde del Nilo Bianco in Sudan. Si trova nello stato sudanese del Nilo Bianco. La città è conosciuta per il suo rinomato istituto pedagogico per la formazione di professori e maestri: il Bakht El Ruda.
Ed Dueim è una delle più importanti città del Sudan e gioca un ruolo chiave nella promozione dell'istruzione attraverso tutto quanto il suo territorio. L'istituto pedagogico di Bakht el Ruda, che ha sede nella zona nord di Ed Dueim, ha sfornato personaggi e pedagoghi di grande importanza, molti dei quali hanno contribuito enormemente allo sviluppo del moderno Sudan. In particolare l'istituto ha contribuito alla formazione di maestri e maestre con un corso biennale specifico chiamato "Al Sanatain", frequentato da studenti provenienti da tutte le regioni del Sudan così come dagli stati confinanti.

## Clima[2]
| Mese                       | Mesi | Mesi | Mesi | Mesi | Mesi | Mesi | Mesi | Mesi | Mesi | Mesi | Mesi | Mesi | Stagioni | Stagioni | Stagioni | Stagioni | Anno  |
| Mese                       | Gen  | Feb  | Mar  | Apr  | Mag  | Giu  | Lug  | Ago  | Set  | Ott  | Nov  | Dic  | Inv      | Pri      | Est      | Aut      | Anno  |
| -------------------------- | ---- | ---- | ---- | ---- | ---- | ---- | ---- | ---- | ---- | ---- | ---- | ---- | -------- | -------- | -------- | -------- | ----- |
| T. max. media (°C)         | 31,3 | 33,2 | 37,3 | 40,1 | 41,2 | 39,5 | 36,2 | 34,6 | 36,5 | 38,1 | 35,4 | 32,2 | 32,2     | 39,5     | 36,8     | 36,7     | 36,3  |
| T. media (°C)              | 23,8 | 25,5 | 28,7 | 31,7 | 32,9 | 32,4 | 30,6 | 29,1 | 30,2 | 31,2 | 28,2 | 25,1 | 24,8     | 31,1     | 30,7     | 29,9     | 29,1  |
| T. min. media (°C)         | 16,3 | 17,7 | 20,0 | 23,4 | 24,3 | 25,3 | 25,0 | 23,6 | 23,9 | 24,3 | 21,0 | 17,9 | 17,3     | 22,6     | 24,6     | 23,1     | 21,9  |
| Precipitazioni (mm)        | 0,0  | 0,0  | 0,1  | 0,1  | 5,8  | 22,1 | 65,8 | 99,6 | 38,1 | 5,2  | 0,4  | 0,0  | 0,0      | 6,0      | 187,5    | 43,7     | 237,2 |
| Umidità relativa media (%) | 31   | 26   | 22   | 21   | 26   | 36   | 51   | 58   | 50   | 39   | 30   | 34   | 30,3     | 23       | 48,3     | 39,7     | 35,3  |